# Paróquia de Carnide
A Paróquia de Carnide, também conhecida como Paróquia de São Lourenço de Carnide, é uma divisão da Igreja Católica sediada na freguesia de Carnide, em Lisboa, sendo uma das comunidades católicas históricas da cidade. A sua fundação deu-se na Idade Média, sendo mencionada em diversos registos antigos como desenvolvedora a nível religioso e social da região. A freguesia de Carnide fica assim dividida por duas paróquia: Paróquia de São Lourenço de Carnide e Paróquia de Nossa Senhora de Fátima (Bairro Padre Cruz).

## História da paróquia
A paróquia de São Lourenço de Carnide foi fundada pelo então bispo de Lisboa D.João em 1342, depois da construção da Igreja de São Lourenço (1321). Esta igreja situada no centro histórico de Carnide sobreviveu durante imensos anos e funcionou como o principal centro religioso da comunidade de Carnide. Existem registos de obras e remodelações feitas ao longo do tempo no interior do espaço, sendo uma das mais importantes o revestimento azulejar em 1730.
Após o terramoto de 1755 a igreja sofreu diversos danos sendo um deles na nave principal. Com o apoio dos fregueses, em 1860, a igreja foi reconstruída à qual lhe foi adicionada uma torre sineira.
Em 1913, a Igreja de São Lourenço foi abandonada, sendo a sede paroquial transferida para a Igreja de Nossa Senhora da Luz (apenas começou efetivamente em 1918). Enquanto esteve encerrada a Câmara Municipal de Lisboa retirou os azulejos para que fossem conservados (encontram-se atualmente no depósito do Museu da Cidade e dispersos por vários lugares de Lisboa como no Jardim das Amoreiras, Palácio das Galveias, exterior da Igreja de São Miguel de Alfama e na Rua da Judaria (Alfama)).
No ano de 1949 foi fundado o Centro de Assistência Social da Condessa de Carnide. Passados 22 anos, em 1971, o então pároco da altura (Padre António Francisco Marques) pede que seja um projeto de um Centro Social que coordene, promova e oficialize toda a atividade assistencial, cultural, recreativa e de promoção social que a Paróquia vem realizando há anos.
No dia 11 de Julho de 1979, a Comunidade Paroquial de Carnide, através do Padre Manuel Carreira das Neves, solicitou ao Presidente da Câmara Municipal de Lisboa a autorização para a instalação, no terreno anexo à Igreja de S. Lourenço, em Carnide, para a construção dum Centro Dia para a Terceira Idade.
A 4 de Janeiro de 1985, através do pároco Filipe Carreira do Rosário o Centro Social é registado no Centro Regional de Segurança Social de Lisboa como uma entidade jurídica estabelecida com as normas da Igreja Católica, denominada Centro Social Paroquial de Carnide.
Em 1987, a Direção Geral dos Edifícios e Monumentos Nacionais deu início a extensas obras de restauro na Igreja de São Lourenço, durante as quais foram descobertos frescos nas paredes laterais do interior e um ossário no chão da nave. Após a conclusão dos trabalhos, a igreja foi reaberta ao culto em 1990 passando a segunda igreja paroquial (apesar de ter sido a sede paroquial durante séculos, a sede continuou a ser a Igreja da Luz).
No 20 de Julho de 2005 foi assinada a escritura, entre a CML e o Centro Social Paroquial de Carnide representado pelo pároco Jorge Marques, a cedência do direito de superfície de um terreno na Quinta do Bacelo, para a construção de um lar da terceira idade.
Em 2017 a paróquia cresceu com a aquisição de um novo espaço, o Convento de Santa Teresa de Jesus que conta com um jardim de infância e lar da terceira idade.